# Guvernământul Transnistriei
Guvernământul Transnistriei a fost un teritoriu administrat de România între râurile Nistru și Bugul de Sud, cucerit de Puterile Axei de la Uniunea Sovietică în timpul Operațiunii Barbarossa. O administrație civilă românească a guvernat acest teritoriu între 19 august 1941 și 29 ianuarie 1944. A urmat o scurtă administrație militară, perioadă în care trupele române s-au retras din regiune până la sfârșitul lunii martie 1944. Controlul german a devenit oficial la 1 aprilie 1944.
Delimitat la vest de râul Nistru (care îl separa de Basarabia), la est de râul Bugul de Sud (care îl separa de Reichskomisariatul Ucraina controlat de Germania), iar la sud de Marea Neagră, teritoriul cuprindea regiunea actuală numită Transnistria (care, în comparație cu cea din timpul celui de-al Doilea Război Mondial, este doar o fâșie îngustă de-a lungul malului Nistrului) și teritorii aflate mai la est (partea estică a actualei regiuni Odesa, sudul regiunii Vinița și o mică parte din regiunea Mîkolaiv), inclusiv portul Odesa de la Marea Neagră, care a devenit capitala administrativă a Transnistriei în timpul războiului.
În cel de-al Doilea Război Mondial, Regatul României, convins și sprijinit de Germania Nazistă, a preluat pentru prima dată controlul asupra Transnistriei. În august 1941, Adolf Hitler l-a convins pe Ion Antonescu să administreze acest teritoriu ca o compensație pentru Transilvania de Nord, ocupată de Ungaria condusă de Miklós Horthy în urma Dictatului de la Viena. Deși administrarea era românească, Regatul României nu a încorporat formal Transnistria în cadrul său administrativ; guvernul lui Antonescu, aliat cu naziștii, spera într-o anexare ulterioară, însă evoluțiile de pe Frontul de Est au împiedicat acest plan.

## Cucerirea Transnistriei de către români
În urma ocupației sovietice a Basarabiei și Bucovinei de Nord, o concentrație importantă de trupe sovietice s-a instalat la granița cu România. Germania Nazistă își dorea România ca aliat în războiul împotriva Uniunii Sovietice, de teamă că sovieticii ar reprezenta o amenințare pentru câmpurile petroliere românești. România și-a aliniat politica externă cu cea a Germaniei pentru a obține garanții împotriva URSS-ului. În ceea ce privește Operațiunea Barbarossa, Antonescu a acceptat ideile lui Hitler potrivit cărora conflictul era un „război rasial” între arieni, reprezentați de germanii nordici și românii latini din tabăra Axei și slavi și asiatici, comandați de evrei din partea sovietică.
România a contribuit la invazia Uniunii Sovietice cu două armate, cu un total de peste 300.000 de soldați. În schimbul acestui angajament, României i s-au promis Basarabia, Bucovina de Nord și teritoriul dintre Nistru și Bugul de Sud. La 19 august 1941, Germania și România au semnat un acord prin care Transnistria era plasată sub autoritatea celei din urmă. Suprafața totală a regiunii era de 39.733 km².

## Proiectul personal al lui Antonescu

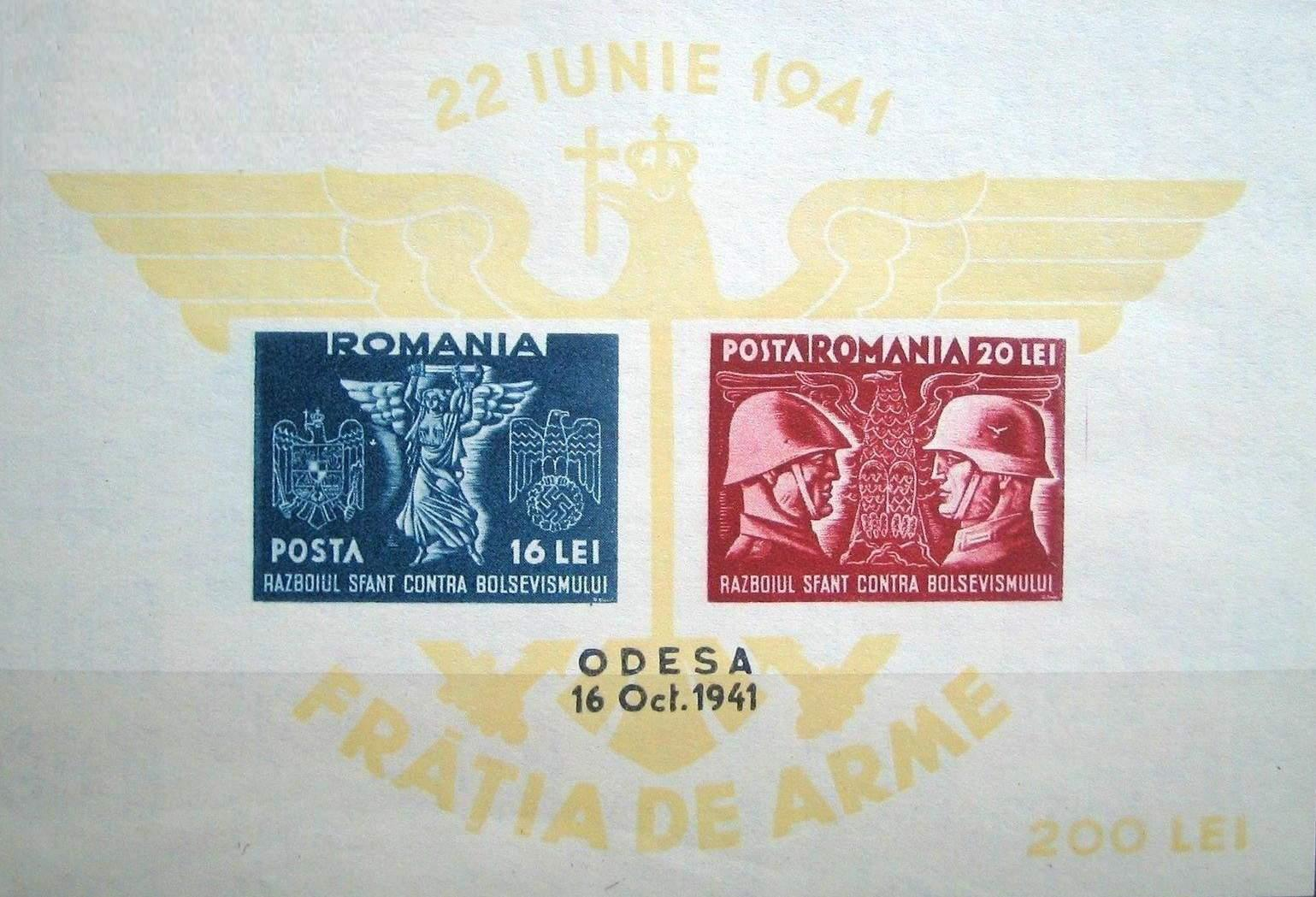
Timbru românesc comemorând Căderea Odessei și "Cruciada împotriva bolșevismului" (1941)

Crearea unei zone românești de ocupație separată a fost o inițiativă personală a lui Ion Antonescu. Conducerea germană era divizată în privința acordării unui astfel de privilegiu României. Chiar și Hitler, deși încuraja expansiunea românească spre est, intenționa inițial să atribuie teritorii răsăritene doar după încheierea războiului. Totuși, insistența încăpățânată a lui Antonescu a reușit, în cele din urmă, să-i convingă pe germani. Deși a refuzat să declare oficial anexarea Transnistriei, Antonescu i-a ordonat guvernatorului regiunii să administreze teritoriul „ca și cum România s-ar fi instalat acolo de două milioane de ani”.
Parte din strategia geopolitică a României era să folosească Transnistria ca monedă de schimb la finalul războiului pentru a obține diverse avantaje din partea Rusiei, Ucrainei, sau chiar a Germaniei și Ungariei. Obiectivele imediate ale României erau însă alimentate de profundul complex de inferioritate al lui Ion Antonescu. El percepea că țara sa iubită era privită de sus de către celelalte state europene. Din perspectiva sa, pentru ca România să-și sporească prestigiul, trebuia să guverneze și ea peste alte popoare într-un mod ordonat, eficient și „civilizat”, comparabil cu modul în care marile puteri europene administrau coloniile din Asia și Africa. După cum afirma chiar Antonescu: „Da. Tot prestigiul acestei țări este angajat în Transnistria. Trebuie să demonstrăm că suntem capabili să administrăm o țară mai mare.” Paradoxal, administrația civilă din Transnistria avea să depășească în calitate echivalentul său din interiorul României.
La 14 august 1941, Hitler i-a scris lui Antonescu cerându-i să preia administrarea teritoriului cuprins între Nistru și Nipru. Antonescu i-a răspuns trei zile mai târziu, afirmând că poate să-și asume responsabilitatea doar pentru zona dintre Nistru și Bug, din cauza lipsei de „resurse și personal instruit”. Totuși, liderul român s-a arătat dispus să furnizeze trupe de securitate pentru zona dintre Bug și Nipru. Acordul germano-român privind crearea Administrației Române în Transnistria a fost semnat la 19 august la Tiraspol și este cunoscut sub numele de Acordul de la Tiraspol prin care s-a creat . Acest tratat a fost completat de o convenție semnată la Tighina, la 30 august (Acordul de la Tighina),  care însă nu a definit clar granițele nordice ale Transnistriei. Antonescu a revendicat orașele nordice Mohîliv-Podilskîi, Jmerinca și Tulcin, cerere căreia Hitler i-a dat curs. Granițele finale au fost recunoscute la 4 septembrie, printr-un ordin german care stabilea linia de demarcație între Transnistria și zona din spatele Grupului de Armate Sud.

## Asediul Odesei
În prima săptămână a ofensivei, la mijlocul lunii august 1941, forțele române au ocupat întreaga regiune, cu excepția unei mici zone din jurul Odesei, fără a întâmpina rezistență. La acel moment, românii dispuneau de 60.000 de soldați pentru a cuceri orașul, apărat de 34.000 de militari sovietici. Totuși, organizarea deficitară și comanda superficială au dus la eșecul asaltului inițial, ceea ce a dus la declanșarea unui asediu. Profitând de această reușită defensivă, sovieticii au întărit apărarea orașului cu pușcași marini, nave de război și parașutiști. Mai multe încercări ale Armatei a 4-a române de a cuceri orașul au eșuat, iar asediul s-a prelungit. Ulterior, au fost aduse trupe germane pentru a sprijini ofensiva, iar în cele din urmă, în octombrie 1941, după două luni de lupte, armata română a preluat controlul asupra orașului. Pierderile au fost semnificative, România înregistrând 90.020 de victime.
După intrarea trupelor române în Odesa, sediile a două divizii au fost stabilite în clădirea locală a NKVD. Aceasta fusese însă minată de sovietici și a fost aruncată în aer, provocând moartea a peste 61 de soldați români, inclusiv 16 ofițeri și un general. Ca represalii, Ion Antonescu a ordonat arestarea și masacrarea civililor suspectați că ar fi colaborat cu Armata Roșie. Când a devenit clar că identificarea făptașilor era aproape imposibilă, Antonescu a ordonat împușcarea evreilor. Masacrul care a urmat s-a soldat cu uciderea a 100.000 de civili, majoritatea fără nicio legătură cu acțiunea militară. Alți evrei din Odesa au fost deportați în ghetouri și lagăre de concentrare din nordul regiunii.
O mișcare partizană sovietică a fost activă în catacombele Odesei din octombrie 1941 până în 1944, cu intensitate variabilă. Trupele române au încercat să elimine partizanii folosind arme chimice și prin blocarea cât mai multor ieșiri. Catacombele nu au fost niciodată complet curățate, însă impactul acestor mișcări de rezistență a fost redus.

## Conflicte diplomatice cu germanii

Teritoriile administrate de România în 1942.

Granițele Transnistriei erau, în mare parte, naturale și evidente: Marea Neagră la sud, râul Bug la est și râul Nistru la vest. Problema graniței de nord a provocat însă tensiuni între germani și români. Aceștia din urmă doreau extinderea graniței dincolo de orașul Jmerinca, un nod feroviar de importanță strategică. Germanii s-au opus inițial, dar în cele din urmă au cedat. Un alt punct de dispută a fost decizia lui Antonescu de a institui o administrație civilă în regiune, direct subordonată lui. Aceasta a exclus de facto controlul Wehrmachtului asupra administrației locale. Deși consternați, germanii nu au putut decât să accepte. Inițial, căile ferate din regiune au rămas sub control german. După luni de negocieri, acestea au fost preluate de statul român în martie 1942. Românii au acceptat inițial ca portul Odesa să rămână sub control german, din lipsă de ingineri români capabili să repare distrugerile provocate de sovietici. Potrivit lui Antonescu, Hitler i-a cerut permisiunea de a permite germanilor să folosească portul, ceea ce sugera o recunoaștere a suveranității României. La 10 iunie 1942, românii au preluat controlul portului Odesa de la germani. Din octombrie 1942 până la sfârșitul administrației românești în regiune, relațiile cu germanii nu au mai ridicat probleme majore.

## Statutul față de România propriu-zisă
Deși nu a anexat oficial regiunea, guvernul condus de Ion Antonescu a organizat teritoriul sub forma Guvernământului Transnistriei, condus de guvernatorul român Gheorghe Alexianu. Guvernul lui Antonescu, aliat cu regimul nazist, spera într-o eventuală anexare a regiunii, însă evoluțiile de pe Frontul de Est au făcut imposibil acest lucru.
Partidele de opoziție din România s-au opus operațiunilor militare românești dincolo de granițele Basarabiei și Bucovinei. Două figuri politice marcante ale epocii, Iuliu Maniu și Constantin Brătianu, au declarat că „poporul român nu va consimți niciodată la continuarea luptei dincolo de hotarele noastre naționale.”

## Diviziuni administrative
Teritoriul a fost împărțit în 13 județe. Sub acestea se aflau subdiviziunile de municipiu, oraș și raion.
| Județ (Reședință)     | Orașe/Municipii          | Raioane                                                                        |
| --------------------- | ------------------------ | ------------------------------------------------------------------------------ |
| Ananiev (Ananiev)     | Ananiev                  | - Ananiev - Cernova - Petroverovca - Sfânta Troițca - Siraievo - Valea Hoțului |
| Balta (Balta)         | - Balta - Berșad         | - Balta - Berșad - Cicelnic - Obadovca - Olgopol - Pesceana - Savrani          |
| Berezovca (Berezovca) | - Berezovca              | - Berezovca - Landau - Mostovoi - Veselinovo                                   |
| Dubăsari (Dubăsari)   | - Dubăsari - Grigoriopol | - Ciorna - Dubăsari - Grigoriopol - Ocna - Zaharievca                          |
| Golta (Golta)         | Golta                    | - Crivoe-Oziero - Domaniovca - Golta - Liubașovca - Vradievca                  |
| Jugastru (Iampol)     | Iampol                   | - Cernovăț - Crijopol - Iampol - Tomaspol                                      |
| Moghilău (Moghilău)   | - Moghilău - Șmerinca    | - Balchi - Copaigorod - Crasnoe - Iarișev - Sargorod - Șmerinca - Stanislavcic |
| Oceacov (Oceacov)     | Oceacov                  | - Crasna - Oceacov - Varvarovca                                                |
| Odesa (Odesa)         | Odesa (municipiu)        | - Antono-Codincevo - Blagujevo - Ianovca - Odesa                               |
| Ovidiopol (Ovidiopol) | Ovidiopol                | - Balaevca - Franzfeld - Ovidiopol - Vigoda                                    |
| Râbnița (Râbnița)     | - Bârzula - Râbnița      | - Bârzula - Camenca - Codâma - Piesceanca - Râbnița                            |
| Tiraspol (Tiraspol)   | Tiraspol (municipiu)     | - Grosulova - Razdelnaia - Selz - Slobozia - Tebricovo - Tiraspol              |
| Tulcin (Tulcin)       | Tulcin                   | - Braslav - Spicov - Trostineț - Tulcin                                        |

## Demografie

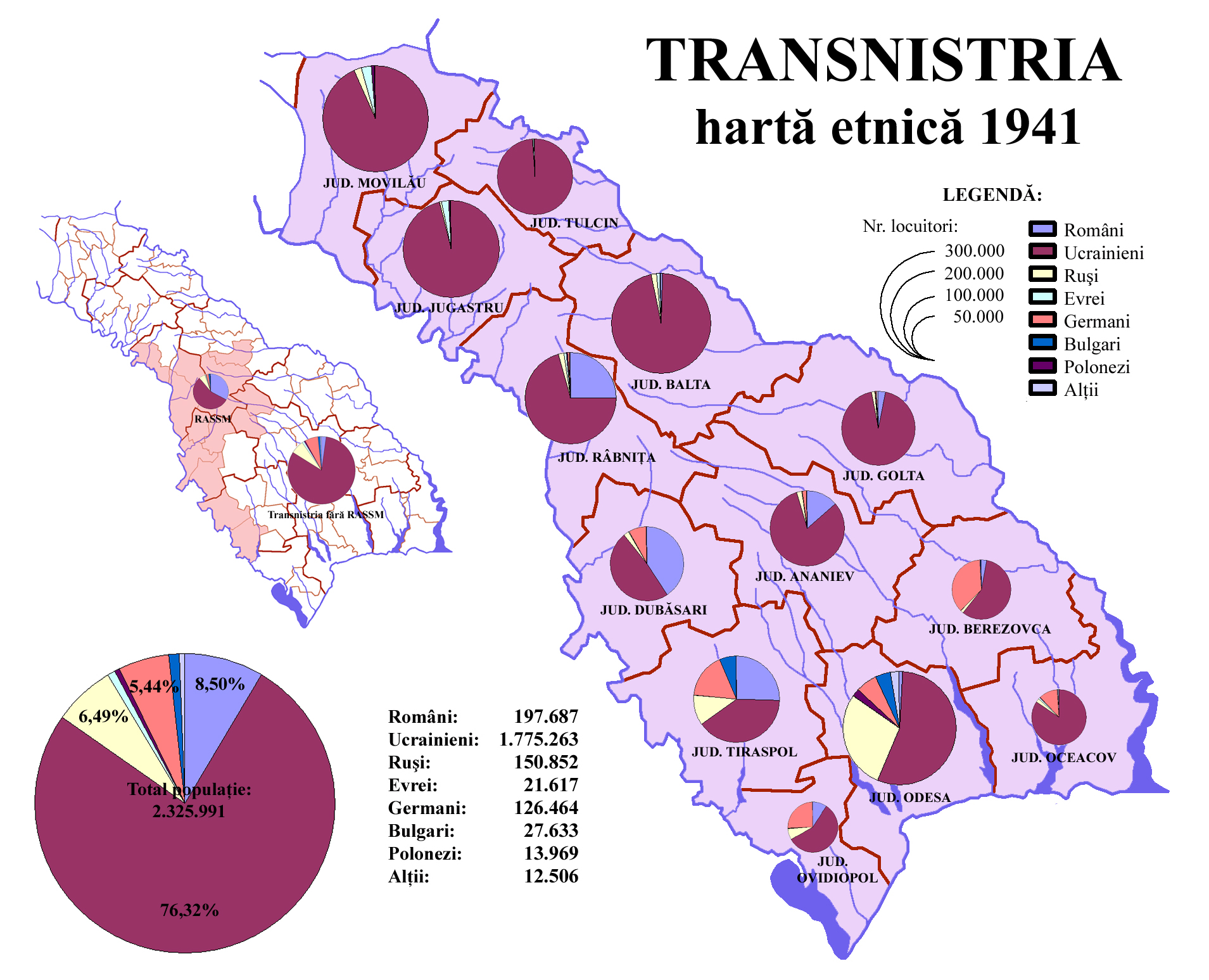
Structura etnică a județelor din Transnistria la 1941.

În decembrie 1941 autoritățile române au efectuat un recensământ general al populației, ale cărui rezultate nu au fost însă publicate. Există însă o evaluare globală care prezintă următoarea structură etnică.
Autoritățile române au folosit Transnistria drept un „depozit etnic” pentru evreii și romii deportați din alte regiuni ale țării. Începând cu iunie 1942, autoritățile române au deportat peste 25.000 de romi din Basarabia și România propriu-zisă în Transnistria. În aceeași perioadă, peste 90.000 de evrei au fost deportați din Basarabia în Transnistria.
| Etnie     | Număr      | Procent (%) | Mediul rural | Mediul urban |
| --------- | ---------- | ----------- | ------------ | ------------ |
| Ucraineni | 1.775.273  | 76,3        | 79,9         | 57,4         |
| Români    | 197.685    | 8,4         | 9,3          | 4,4          |
| Ruși      | 150.842    | 6,5         | 2,4          | 27,9         |
| Germani   | 126.464    | 5,4         | 5,9          | 2,7          |
| Bulgari   | 27.638     | 1,2         | 1,1          | 1,4          |
| Evrei     | 21.852     | 0,9         | 0,7          | 2,0          |
| Polonezi  | 13.969     | 0,6         | 0,3          | 2,3          |
| Lipoveni  | 968        | -           | -            | 0,1          |
| Tătari    | 900        | -           | -            | 0,1          |
| Alții     | 10.628     | 0,5         | 10,2         | 1,7          |
| Total     | 2.326.2241 | 100         | 1.956.557    | 369.669      |

1 Cifra nu corespunde nici sumei rural-urban (2.326.226) și nici sumei pe etnii (2.326.229).

### Populația urbană românească (Recensământul din decembrie 1941)

Harta etnică a României, conform recensământului din 1941.

| Nume        | Status    | Populația totală | Populația românească | Procent populație românească |
| ----------- | --------- | ---------------- | -------------------- | ---------------------------- |
| Moghilău    | oraș      | 13,131           | 61                   | 0.5%                         |
| Șmerinca    | oraș      | 10,502           | 29                   | 0.3%                         |
| Iampol      | oraș      | 5,075            | 20                   | 0.4%                         |
| Tulcin      | oraș      | 3,833            | 5                    | 0.1%                         |
| Bârzula     | oraș      | 8,812            | 314                  | 3.6%                         |
| Rîbnița     | oraș      | 6,998            | 1,575                | 22.5%                        |
| Balta       | oraș      | 9,538            | 156                  | 1.6%                         |
| Berșad      | oraș      | 4,361            | 1                    | nil%                         |
| Dubăsari    | oraș      | 4,033            | 1,165                | 28.9%                        |
| Grigoriopol | oraș      | 8,553            | 6,182                | 72.3%                        |
| Ananiev     | oraș      | 11,562           | 1,963                | 17.0%                        |
| Golta       | oraș      | 6,436            | 61                   | 0.9%                         |
| Tiraspol    | municipiu | 17,014           | 1,285                | 7.6%                         |
| Ovidiopol   | oraș      | 4,324            | 106                  | 2.5%                         |
| Odesa       | municipiu | 244,572          | 3,224                | 1.1%                         |
| Berezovca   | oraș      | 6,090            | 72                   | 1.2%                         |
| Oceacov     | oraș      | 4,835            | 4                    | 0.1%                         |
| Total       | 17        | 369,669          | 16,223               | 4.4%                         |

### Populația românească după județ (Recensământul din decembrie 1941)
| Nume județ | Populația totală | Populația românească | Procent populație românească |
| ---------- | ---------------- | -------------------- | ---------------------------- |
| Moghilău   | 293,884          | 176                  | 0.1%                         |
| Jugastru   | 240,406          | 74                   | nil%                         |
| Tulcin     | 147,184          | 11                   | nil%                         |
| Râbnița    | 217,403          | 54,660               | 25.1%                        |
| Balta      | 255,107          | 1,111                | 0.4%                         |
| Dubăsari   | 138,861          | 56,257               | 40.5%                        |
| Ananiev    | 142,401          | 19,748               | 13.9%                        |
| Golta      | 139,013          | 4,621                | 3.6%                         |
| Tiraspol   | 189,809          | 48,427               | 25.5%                        |
| Ovidiopol  | 64,576           | 6,036                | 9.4%                         |
| Odesa      | 331,369          | 3,543                | 1.1%                         |
| Berezovca  | 89,156           | 2,820                | 3.2%                         |
| Oceacov    | 76,822           | 203                  | 0.3%                         |

## Viața civilă

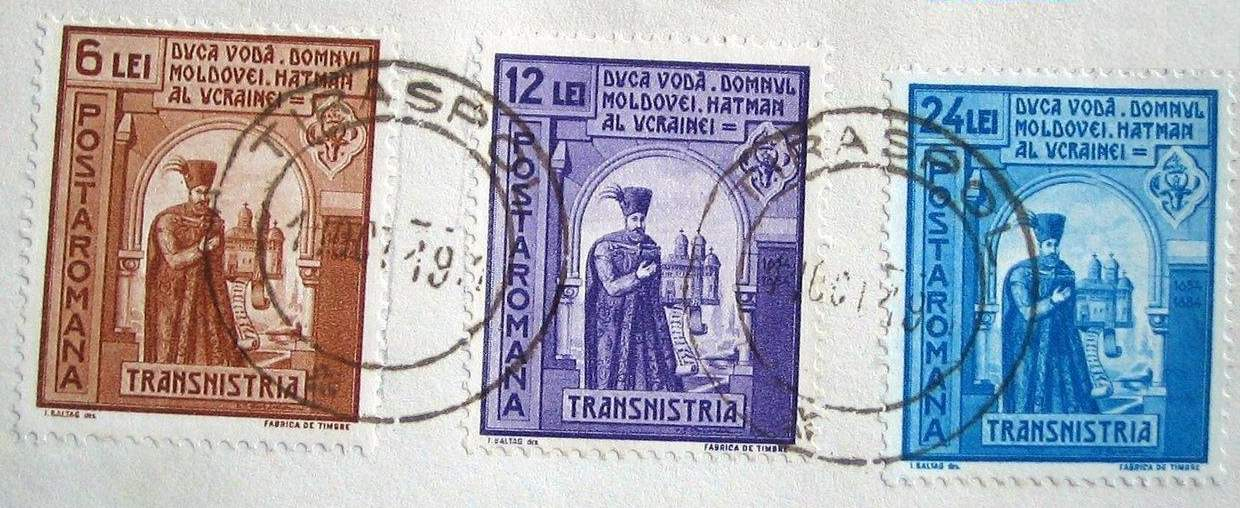
Mărci poștale românești de la sfârșitul anului 1941, dedicate Transnistriei.

Teritoriul rezultat a fost împărțit în 13 județe, fiecare condus de un ofițer de rang înalt cu rol de prefect. Județele erau împărțite în raioane, fiecare raion fiind condus de un pretor, care dispunea de atribuții mai largi decât prefectul. Întreaga regiune, constituită ca Guvernământ unic, era condusă de Guvernatorul Gheorghe Alexianu. Configurația administrativă a Transnistriei a fost finalizată abia în noiembrie 1941. Timp de două luni (3 august – 28 octombrie), întregul oraș Pervomaisk a fost sub ocupație germană. La 28 octombrie, România a preluat partea de pe malul vestic al Bugului și i-a restabilit denumirea veche, Golta. În noiembrie, reședința județului Golta a fost mutată de la Kryve Ozero la Golta.
Administrația românească din Transnistria a încercat să stabilizeze situația din regiune pe durata ocupației. În acest scop, au fost redeschise toate bisericile închise anterior de sovietici. Între 1942–1943, au fost organizate 2.200 de școli primare: 1.677 ucrainene, 311 românești, 150 rusești, 70 germane și 6 bulgărești. De asemenea, au fost înființate 117 școli medii și licee: 65 școli medii, 29 licee tehnice și 23 licee teoretice. Au fost deschise teatre în Odesa și Tiraspol, precum și mai multe muzee, biblioteci și cinematografe în întreaga regiune. La 7 decembrie 1941, Universitatea din Odesa a fost redeschisă cu 6 facultăți: medicină, politehnică, drept, științe, limbi și inginerie agricolă.

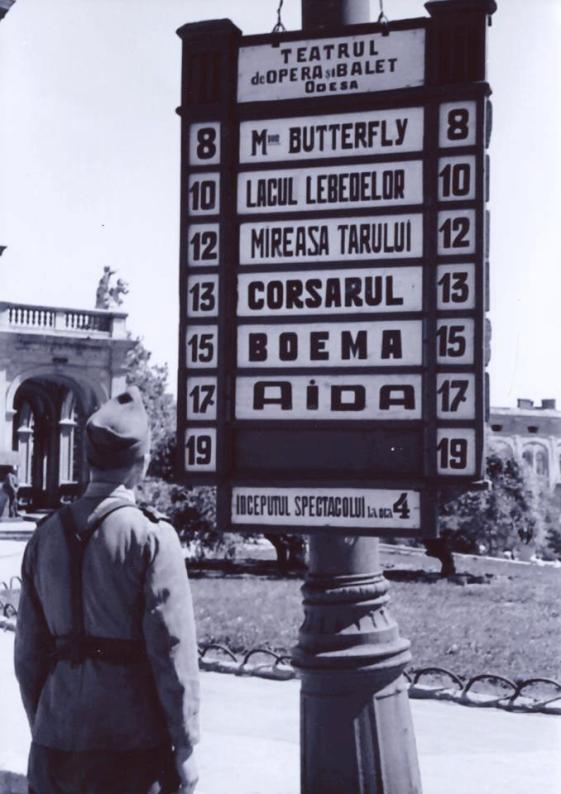
Soldat român citind o reclamă la o operă din Odesa, 1942. Fotografia demonstrează, de asemenea, ortografia din Odesa în 1942.

Politica românească de securitate din perioada 1942–1943 a reușit să mențină pacea în Transnistria. Metodele brutale aplicate de germani în alte părți s-au dovedit mai puțin eficiente, după cum reiese din încercările refugiaților de a fugi din zonele germane spre cele românești. Politicile românești din Transnistria au dus la cea mai bună situație alimentară, sanitară și educațională din Europa de Est ocupată de Axa. Sub administrația românească au fost permise renașterea religioasă și culturală, prizonierii de război au fost eliberați, iar mulți comuniști locali amnistiați. Această clemență a redus ostilitatea populației față de ocupația românească după teroarea din 1941 și a subminat încercările sovietice de a recruta partizani. Chiar și în martie 1944, când trupele române aflate în retragere jefuiau Transnistria, partizanii locali nu au reușit să mobilizeze sprijinul civil.
Bisericile ortodoxe din Transnistria au intrat sub jurisdicția Bisericii Ortodoxe Române. Sub conducerea mitropolitului Visarion Puiu, BOR a redeschis toate bisericile închise de autoritățile sovietice și a înființat încă 300 de lăcașuri noi în întreaga Transnistrie. Clerul român a eliminat materialele în slavonă și a introdus calendarul iulian revizuit.

## Economia

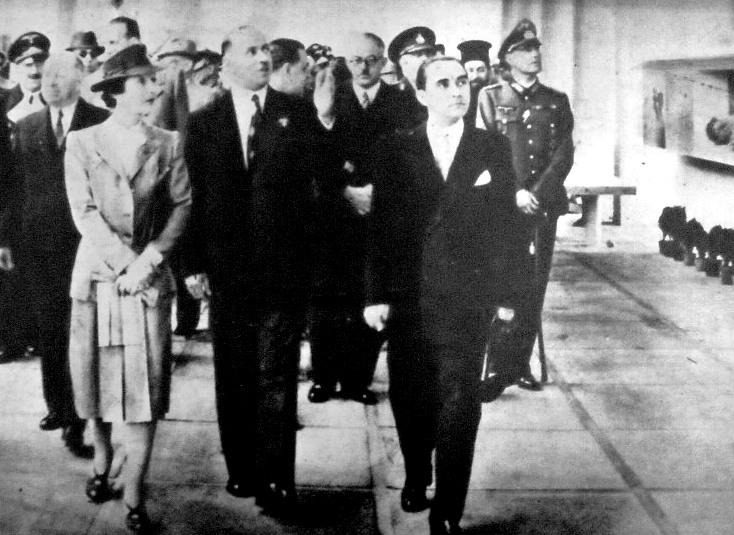
Maria Antonescu, Gheorghe Alexianu, guvernatorul Transnistriei, Mihai Antonescu, vicepreședintele Consiliului de Miniștri, membri ai guvernului și ai Corpului Diplomatic la inaugurarea Expoziției Transnistriei.

Statutul politic incert al Transnistriei pe durata ocupației române a împiedicat adoptarea unei politici economice coerente. Pe lângă jefuirea resurselor industriale și agricole, Transnistria a fost tratată ca o colonie pentru forță de muncă ieftină, folosită în mine și la reconstruirea infrastructurii distruse.
În ciuda cererii populare, administrația românească (urmând exemplul german) a refuzat desființarea kolhozurilor, deși țăranii anterior „dekulakizați” și-au primit înapoi casele. În orașe, însă, proprietățile imobiliare nu au fost returnate foștilor proprietari. Kolhozul a fost redenumit „obște”, iar sovhozul a devenit „fermă de stat”. Majoritatea producției agricole a Transnistriei provenea din aceste forme colective. Între septembrie 1942 și iunie 1943, aproximativ 53.000 de vagoane de cereale au fost trimise din Transnistria în România. Fără această contribuție, după cum a recunoscut Ion Antonescu, România „ar fi avut o criză enormă”.
Până la sfârșitul lunii martie 1944, administrația românească redeschisese 335 dintre cele 946 de fabrici existente înainte de război, producția acestora fiind destinată în principal efortului de război al României. Până în toamna lui 1943, fuseseră reparate 1.593 km de cale ferată. Politica economică românească încuraja inițiativa privată: până la 31 august 1943, doar în Odesa fuseseră emise 8.610 licențe de activitate economică, inclusiv: 1.256 de băcănii, 1.062 de restaurante/cafenele și 171 de „mici industrii” precum fabrici de săpun.

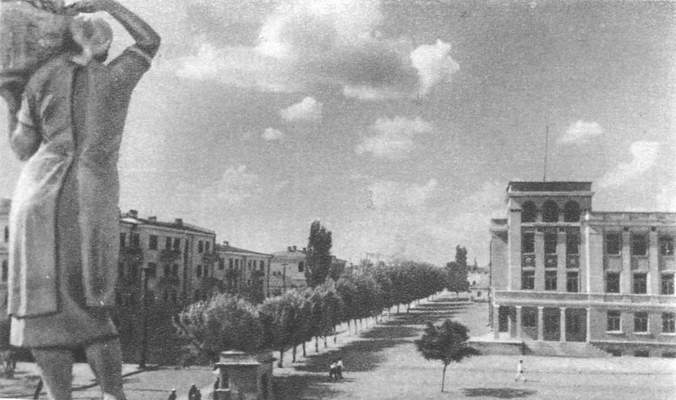
Tiraspol în 1941

Un locuitor din Odesa, Mihail Dmitrievici Manuilov, specialist financiar folosit deopotrivă de sovietici și români, deși îi detesta pe amândoi, scria în memoriile sale postbelice că „viața în Odesa s-a îmbunătățit treptat și situația orașului contrasta puternic cu cea din alte orașe aflate sub ocupație germană”. În zonele de ocupație germane, orașele mari erau izolate deliberat de mediul rural, în scopul de a redirecționa proviziile către armata germană și de a înfometa populațiile considerate „inferioare rasial”. Românii nu au adoptat niciodată o astfel de politică. Odesa nu a fost niciodată separată de hinterlandul său agricol.
Această relativă abundență față de zonele ocupate de germani nu s-a limitat la Odesa. La începutul lunii ianuarie 1944, Batalionul 503 de tancuri Tiger, cantonat la Jmerinca (Zhmerynka), a fost plăcut surprins să găsească bere în bazarul local, împreună cu alte produse dispărute de mult din zonele germane.
În 1943, fabricile transnistrene, majoritatea aflate în și în jurul Odesei, au raportat o creștere de 76% a producției industriale. Aproximativ 37% din industrie era privatizată. Lipsa banilor și inflația au dus la apariția trocului ca formă principală de schimb comercial.

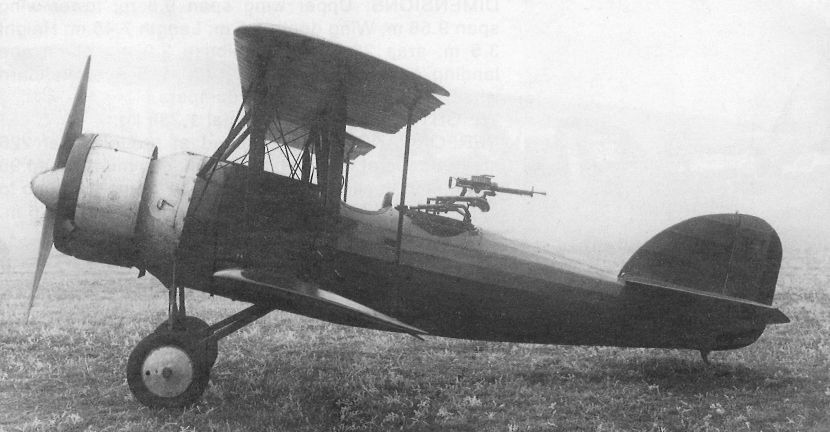
SET 7K

Transnistria avea autonomie bugetară, ceea ce i-a permis să dispună de propriile avioane, separate de restul Aviației Regale Române. Secția aeriană a Transnistriei era formată din următoarele aparate de zbor:
| Model         | Origine  | Număr |
| ------------- | -------- | ----- |
| Focke-Wulf 58 | Germania | 1     |
| SET-7K        | România  | 3     |
| RWD-13        | Polonia  | 5     |
| Junkers Ju-52 | Germania | 2     |

## Holocaust

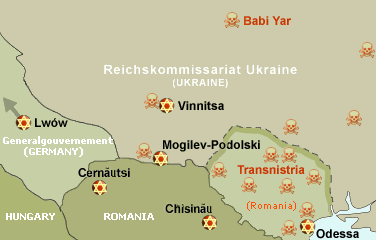
Harta Holocaustului din Ucraina și România. Masacre marcate cu cranii roșii.

Responsabilitatea pentru Holocaustul din Odesa și din Transnistria în ansamblu a revenit în mod direct României, singura țară în afară de Germania care a administrat un mare oraș sovietic în timpul celui de-al Doilea Război Mondial. Odesa, care la acea vreme era unul dintre cele mai importante centre ale vieții și culturii evreiești din Europa, a fost practic golită de populația sa evreiască, deși aproximativ o treime dintre locuitori erau evrei la începutul războiului mondial.
Mulți evrei au fost deportați în Transnistria din Basarabia și Bucovina. În perioada 1941–1944, 200.000 de evrei și romi au devenit victime ale ocupației române în Transnistria. Neaflându-se pe teritoriul românesc propriu-zis, Transnistria a fost folosită ca zonă de exterminare pentru evrei. Supraviețuitorii afirmă că, spre deosebire de Holocaustul nazist, în care deportările erau planificate cu minuțiozitate, guvernul român nu a pregătit spații de cazare pentru miile de persoane deportate în Transnistria. Aceștia au fost instalați în barăci improvizate, fără apă curentă, electricitate sau latrine. Cei care nu puteau merge erau pur și simplu abandonați să moară. În total, în Transnistria au funcționat aproximativ 150 de ghetouri și lagăre.
În Odesa, între 80.000 și 90.000 dintre cei circa 180.000 de evrei ai orașului se aflau încă acolo la momentul ocupării de către trupele germane și române, la 16 octombrie 1941. La șase zile după, o bombă a explodat în sediul comandamentului militar român din Odesa, ceea ce a declanșat un masacru asupra populației evreiești; mulți dintre aceștia au fost arși de vii. Numai în lunile octombrie și noiembrie 1941, trupele române au ucis în Odesa aproximativ 30.000 de evrei.
Transnistria a fost locul a două lagăre de concentrare și a mai multor ghetouri de facto (denumite de autoritățile române de război „colonii”). De asemenea, majoritatea evreilor rămași în Basarabia (84.000 din 105.000) și în Bucovina de Nord (36.000 din 60.000) au fost concentrați în aceste locuri. Un paradox remarcabil este faptul că majoritatea evreilor din Vechiul Regat al României (375.000) au supraviețuit războiului sub regimul Antonescu.
Enciclopedia Holocaustului notează: „Printre cele mai notorii ghetouri se număra Bogdanovka, pe malul vestic al râului Bug... În decembrie 1941, trupele române, împreună cu auxiliari ucraineni, au masacrat aproape toți evreii din Bogdanovka; împușcările au continuat mai bine de o săptămână.” Evenimente similare au avut loc în lagărele Domanovka și Akmecetka, iar conform aceleiași surse, „evreii decimați de tifos au fost înghesuiți în colonia din Mohîliv-Podilskîi.” Alte lagăre, tot cu rate ridicate de mortalitate, au fost Peciora și Vapnearka, ultimul destinat prizonierilor politici evrei deportați din România propriu-zisă.
Mulți evrei au murit din cauza expunerii la frig, a foametei sau a bolilor, fie în timpul deportării către Transnistria, fie după sosire. Alții au fost uciși de unități române sau germane, fie în Transnistria, fie după ce au fost forțați să traverseze râul Bug în teritoriile ucrainene ocupate de Germania. Majoritatea celor trimiși în lagărele din Transnistria nu s-au mai întors. Cei care au supraviețuit, în jur de 70.000 de persoane, s-au reîntors în România în 1945, descoperind că își pierduseră casele. Printre supraviețuitori s-au numărat Liviu Librescu și Norman Manea.
Chiar și pentru populația generală, hrana în Transnistria era extrem de rară, din cauza lipsei de planificare din partea autorităților române. Potrivit mărturiei unui supraviețuitor, oamenii se adunau în fața abatorului și așteptau resturi de carne, piele și oase aruncate după curățenie, în fiecare dimineață. Își amintește că se luptau pentru oase „exact ca niște câini” și că oamenii mureau efectiv de foame.
Antonescu a exprimat, într-o ședință de guvern, intenția de a deporta toți evreii dincolo de Munții Ural, dacă ar fi fost posibil: „Mai am cam 10.000 de evrei în Basarabia, care în câteva zile vor fi trecuți peste Nistru, și dacă împrejurările vor permite, vor fi trimiși dincolo de Urali.”

## Sfârșitul Guvernământului

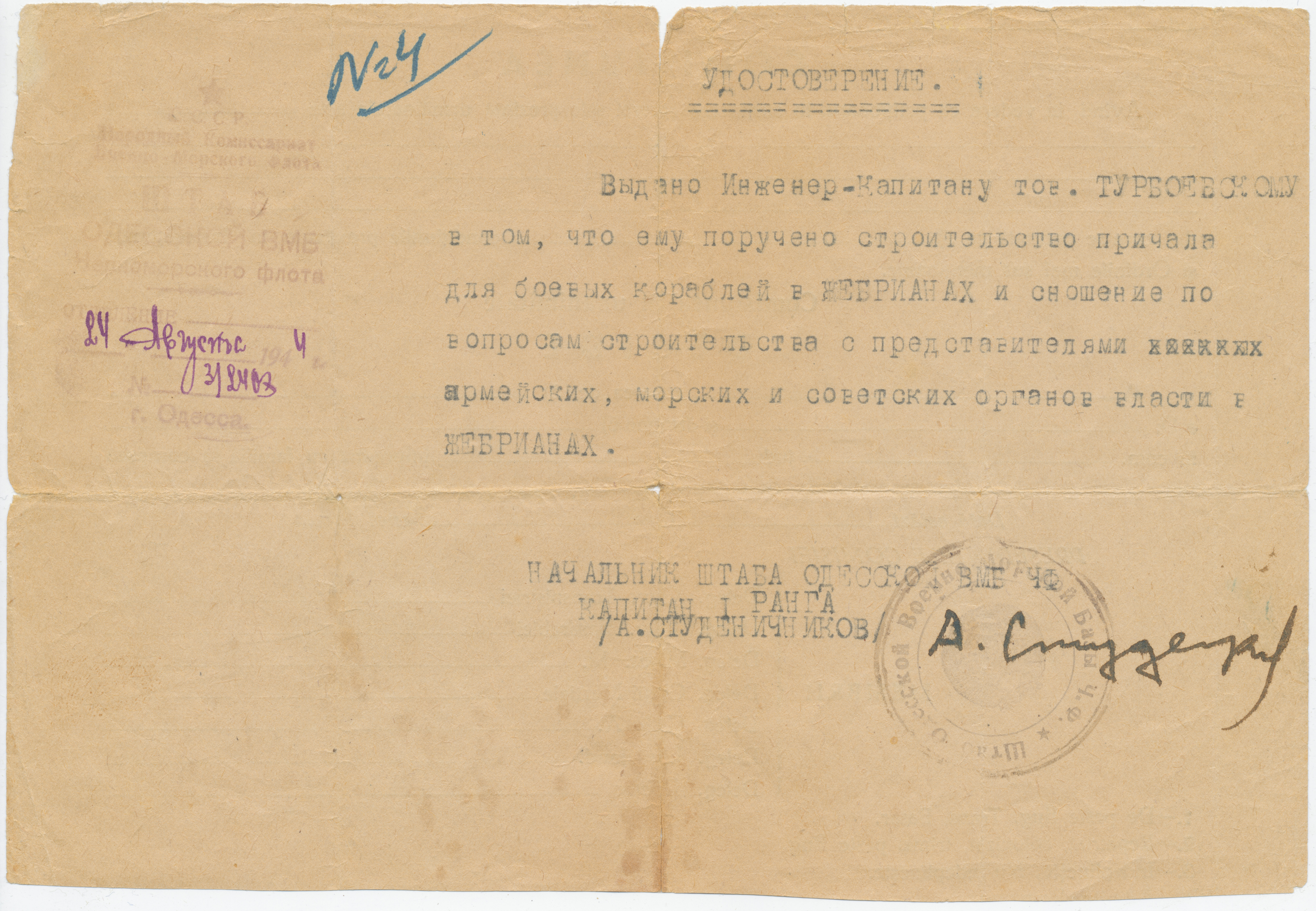
Document al Armatei Roșii (2)

Procesul de dezintegrare a administrației românești din Transnistria a început chiar de la începutul anului 1944. În ianuarie 1944, trupe operative germane au pătruns în nordul regiunii, iar până la sfârșitul lunii România pierduse controlul asupra județelor nordice. Partizanii, alături de germani și auxiliarii lor cazaci, atacau frecvent funcționari români de toate rangurile și le confiscau vehiculele. Jandarmii români, copleșiți numeric și temători pentru viața lor, rămâneau în cazărmi. Pretorul raionului Trostineț a fost ucis de soldați germani.

În Al Doilea Război Mondial, documente militare sovietice au fost, uneori, scrise pe spatele unor formulare oficiale ale administrației române din Transnistria (1944).

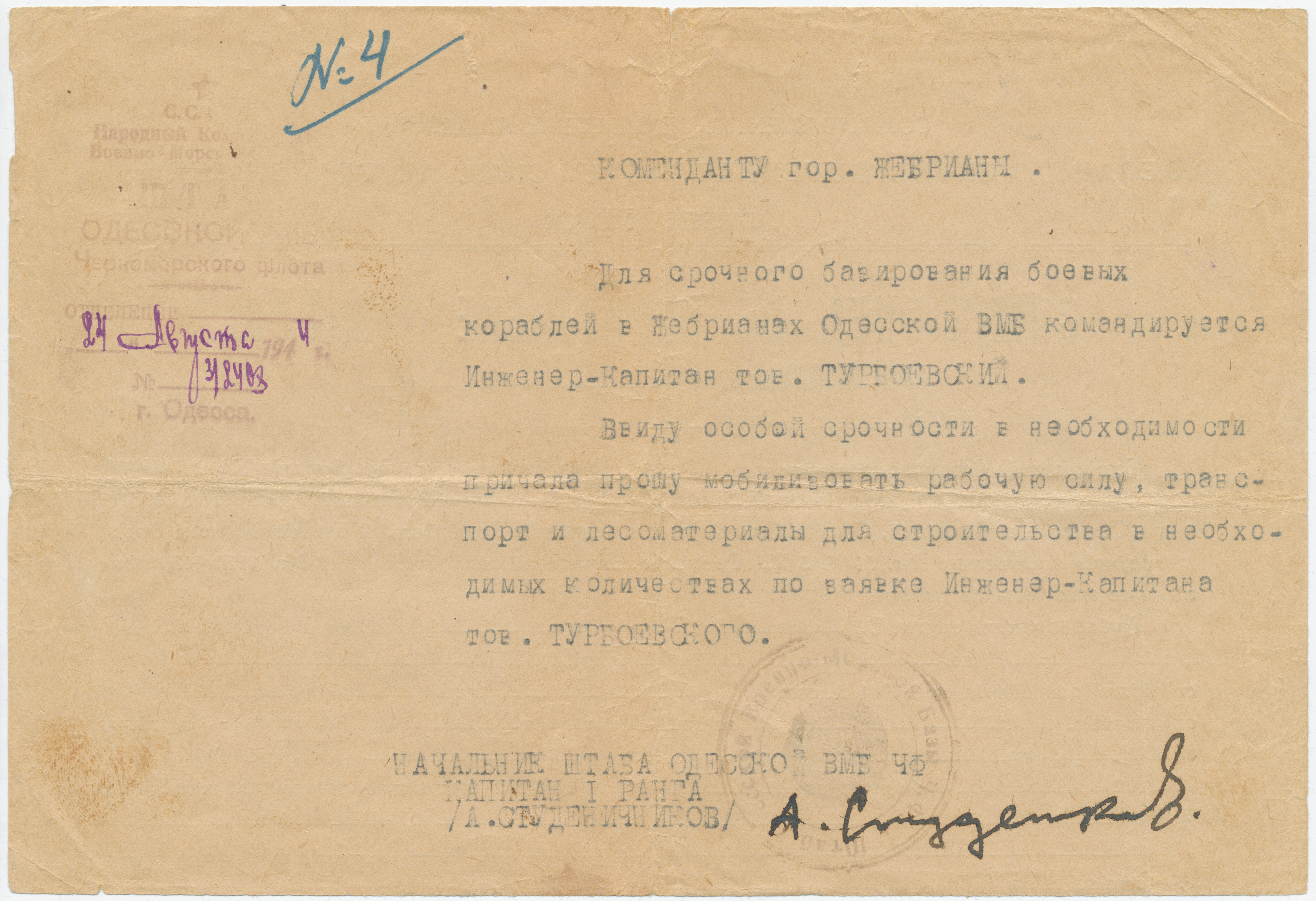
Document al Armatei Roșii (1)

La 29 ianuarie 1944, întrucât Transnistria devenise de facto o zonă de sprijin militar, Ion Antonescu a desființat administrația civilă, iar Guvernatorul Gheorghe Alexianu a fost demis. Pe 1 februarie 1944, generalul Gheorghe Potopeanu a fost numit conducător militar al regiunii. În perioada imediat următoare, în jurul 15 februarie 1944, denumirea „Transnistria” a fost oficial abandonată, iar regiunea a fost declarată teritoriu sub administrație militară.
În martie 1944, ritmul ofensivei sovietice s-a intensificat. La 14 martie, Armata Roșie a intrat în Transnistria și a cucerit orașul Berșad. La 15 martie, a fost ocupat Tulcin, iar generalul Potopeanu a ordonat retragerea întregului personal românesc rămas în regiune. În aceeași zi, a avut loc și ultimul masacru comis de jandarmi români în Transnistria: 4 evrei au fost uciși la Slobidka. Pe 24 martie, primarul român al Odesei a fost înlăturat de germani și înlocuit cu colaboratorul rus Petrushkov. Eliberarea orașelor a continuat rapid: Balta și Jmerinca (16 martie), Iampol (17 martie), Tiraspol (19 martie), Moghilău (20 martie), Jmerinca (21 martie), Pervomaisk și Golta (22 martie), Nikolaev (28 martie, Balta (29 martie), Râbnița (30 martie), Ocakiv și Berezivka (31 martie).
Pe 1 aprilie 1944, germanii au preluat oficial controlul asupra a ceea ce mai rămăsese din Transnistria, adică cele cinci centre administrative care nu fuseseră încă eliberate de sovietici: Ananiv, Odesa, Ovidiopol, Tiraspol și Dubăsari. În aceeași zi, Potopeanu a fost demis de autoritățile germane.
Pe 5 aprilie, sovieticii au cucerit Razdelnaia, tăind astfel șoseaua strategică Odesa–Tiraspol. Pe 12 aprilie, Tiraspolul a fost ocupat de Armata Roșie, iar pe 16 aprilie, întreaga Transnistrie a reintrat complet sub control sovietic. Pe 19 aprilie, după o bătălie scurtă, sovieticii au recucerit și Odesa.
În ultimele zile ale ocupației, trupele germane, neputând evacua orașul Odesa, au declanșat o campanie de distrugere: au fost aruncate în aer instalații portuare, obiective industriale, centrale electrice, mori, și depozite de alimente. Din populația Odesei, doar aproximativ 200.000 de persoane mai rămăseseră, unii ascunși în împrejurimi, alții refugiați în sate, iar o parte, în special cei mai expuși, au fugit împreună cu trupele române și germane. Majoritatea locuitorilor au rămas însă în regiune, temându-se de represaliile sovietice, dar „nu exista altă cale de ieșire” (conform surselor germane). Potrivit unei hărți OKH (Comandamentul Suprem al Forțelor Terestre Germane), o mică porțiune de teritoriu transnistrean a rămas sub control românesc până în august 1944. Această zonă era o ieșire spre vest formată de un cot al râului Nistru, în jurul localității Coșnița (astăzi parte a raionului Dubăsari, Republica Moldova). După proclamarea RSS Moldovenești, raioanele Camenca, Rîbnița, Dubăsari, Grigoriopol, Tiraspol și Slobozia nu au intrat în componența RSS Ucrainene, ci au fost anexate la Moldova Sovietică.

### Populația română din Transnistria
În prezent, la est de Nistru trăiesc aproximativ 237.785 de vorbitori de română, majoritatea în actuala regiune separatistă Transnistria. Istoric, românii erau majoritari: recensământul rus din 1793 indica existența a 49 de sate românești dintr-un total de 67 între Nistru și Bugul de Sud.
După recucerirea regiunii de către Uniunea Sovietică în 1944, o parte a populației românești a fost deportată, iar în anii următori au avut loc deportări masive spre Kazahstan și Siberia. În cadrul „Operațiunii Sud”, la 6–7 iulie 1949, peste 40.000 de moldoveni au fost strămutați forțat.
Statistici privind populația românofonă la est de Nistru:
- 1939: 230.698 (conform recensământului sovietic), dintre care 170.982 în RASS Moldovenească și 26.730 în regiunea Odesa.[32]
- 1941: 197.685 în cadrul Guvernământului Transnistria
- 2001: 307.785 în total (177.785 în actuala zonă Transnistria, 60.000 în regiunea Odesa și 70.000 în restul Ucrainei)